# فالنتينا غورغييفا
فالنتينا غورغييفا (بالبلغارية: Валентина Георгиева؛ من مواليد 28 يوليو 2006) هي لاعبة جمباز فني بلغارية حصلت على الميدالية الفضية الأوروبية عام 2024 في حدث منصة القفز، غابت عن المنافسة لمدة عامين تقريبًا بسبب إصابة في بطولة أوروبا 2022، لكنها عادت إلى المنافسة خلال سلسلة كأس العالم للاتحاد الدولي للجمباز عام 2024. مثلت بلغاريا في دورة الألعاب الأولمبية الصيفية 2024.
أعلنت جورجيفا أنها ستعود للمنافسة في بطولة كأس العالم للاتحاد الدولي للجمباز 2024 بهدف التأهل لدورة الألعاب الأولمبية الصيفية 2024 في باريس. كانت أول بطولة لها في كأس العالم بالقاهرة، واحتلت المركز الثاني في القفز خلف اللاعبة آن تشانغ أوك من كوريا الشمالية. كما احتلت المركز الثاني خلف آن في كأس العالم في كوتبوس. ثم في كأس العالم في باكو، فازت بالميدالية الذهبية وضمنت تأهلها لدورة الألعاب الأولمبية 2024.